# Società Ginnastica Gallaratese 1936-1937
Questa voce raccoglie le informazioni riguardanti la Società Ginnastica Gallaratese nelle competizioni ufficiali della stagione 1936-1937.

## Rosa
| N. |                   | Ruolo | Calciatore            |
| -- | ----------------- | ----- | --------------------- |
|    | Italia (bandiera) | A     | Luigi Angiolini       |
|    | Italia (bandiera) | C     | Teodoro Badà          |
|    | Italia (bandiera) | A     | Cesare Biganzoli      |
|    | Italia (bandiera) | C     | Urbano Biotti         |
|    | Italia (bandiera) | A     | Gian Carlo Bossi III  |
|    | Italia (bandiera) | D     | Alessandro Broggi     |
|    | Italia (bandiera) | A     | Giuseppe Chierichetti |
|    | Italia (bandiera) | P     | Gino Favini           |
|    | Italia (bandiera) | D     | Luigi Ferrario        |
|    | Italia (bandiera) | A     | Luigi Ghiringhelli    |

| N. |                   | Ruolo | Calciatore         |
| -- | ----------------- | ----- | ------------------ |
|    | Italia (bandiera) | A     | Camillo Giuliani   |
|    | Italia (bandiera) | C     | Stellio Malabotti  |
|    | Italia (bandiera) | A     | Paolo Malnati      |
|    | Italia (bandiera) | C     | Augusto Mazzoleni  |
|    | Italia (bandiera) | A     | Ermanno Moalli     |
|    | Italia (bandiera) |       | Carlo Morlacchi    |
|    | Italia (bandiera) | A     | Giuseppe Pinciroli |
|    | Italia (bandiera) | D     | Carlo Pontiggia    |
|    | Italia (bandiera) | A     | Pietro Sala        |
|    | Italia (bandiera) | P     | Giulio Zaro        |